# 14619 Plotkin
14619 Plotkin (1998 UF9) là một tiểu hành tinh vành đai chính được phát hiện ngày 16 tháng 10 năm 1998 bởi Spacewatch ở Kitt Peak.